# Lista zonelor metropolitane după populație

Tokyo, cea mai mare metropolă din lume

Determinarea celor mai mari orașe ale lumii e un lucru dificil, mai ales pentru că nu există o definiție uniform acceptată despre termenul „oraș".
S-a încercat să se dea o definiție sintagmei „zonă metropolitană”, care se bazează pe principiul „piață de muncă” și e definită ca un centru de muncă (zonă cu o mare densitate de locuri de muncă) și zona din jurul ei, cu activități care sunt foarte legate cu cele din centrul de muncă.
Richard Forstall, Richard Greene și James Pick au încercat să dea o definiție coerentă de zonă metropolitană cu ajutorul unui studiu realizat de ei, care definește zona metropolitană astfel: un centru urban, împreună cu zonele limitrofe, care urmărește două principii, (1) numai 35% din locuitori sunt angajați în agricultură sau pescuit și (2) peste 20% din piața de muncă călătorește în centrul urban.
Aceasta este o listă a celor mai mari regiuni metropolitane din lume - cu cel puțin 5 milioane de locuitori (90 în total, în iunie 2021):
| Locul | Metropola                          | Populația  | Suprafața (în km²) | Densitate (locuitori/km²) | Țara                       | Continent       |
| ----- | ---------------------------------- | ---------- | ------------------ | ------------------------- | -------------------------- | --------------- |
| 1     | Tokyo                              | 39.105.000 | 8.231              | 4.751                     | Japonia                    | Asia            |
| 2     | Jakarta                            | 35.362.000 | 3.541              | 9.988                     | Indonezia                  | Asia            |
| 3     | Delhi                              | 31.870.000 | 2.233              | 14.275                    | India                      | Asia            |
| 4     | Manila                             | 23.971.000 | 1.873              | 12.801                    | Filipine                   | Asia            |
| 5     | São Paulo                          | 22.495.000 | 3.237              | 6.948                     | Brazilia                   | America de Sud  |
| 6     | Seoul                              | 22.394.000 | 2.769              | 8.088                     | Coreea de Sud              | Asia            |
| 7     | Mumbai                             | 22.186.000 | 1.008              | 22.021                    | India                      | Asia            |
| 8     | Shanghai                           | 22.118.000 | 4.069              | 5.436                     | China                      | Asia            |
| 9     | Ciudad de México                   | 21.505.000 | 2.385              | 9.015                     | Mexic                      | America de Nord |
| 10    | Guangzhou                          | 21.489.000 | 4.341              | 4.950                     | China                      | Asia            |
| 11    | New York                           | 20.902.000 | 12.093             | 1.728                     | Statele Unite ale Americii | America de Nord |
| 12    | Cairo                              | 19.787.000 | 2.010              | 9.845                     | Egipt                      | Africa          |
| 13    | Peking                             | 19.437.000 | 4.172              | 4.658                     | China                      | Asia            |
| 14    | Calcutta                           | 18.698.000 | 1.352              | 13.830                    | India                      | Asia            |
| 15    | Moscova                            | 17.693.000 | 5.879              | 3.009                     | Rusia                      | Europa          |
| 16    | Bangkok                            | 17.573.000 | 3.199              | 5.494                     | Thailanda                  | Asia            |
| 17    | Dhaka                              | 16.839.000 | 456                | 36.941                    | Bangladesh                 | Asia            |
| 18    | Buenos Aires                       | 16.216.000 | 3.222              | 5.033                     | Argentina                  | America de Sud  |
| 19    | Regiunea Kansai (Osaka-Kobe-Kyoto) | 15.490.000 | 3.020              | 5.129                     | Japonia                    | Asia            |
| 20    | Lagos                              | 15.487.000 | 1.966              | 7.878                     | Nigeria                    | Africa          |
| 21    | Los Angeles                        | 15.477.000 | 6.351              | 2.437                     | Statele Unite ale Americii | America de Nord |
| 22    | Istanbul                           | 15.311.000 | 1.375              | 11.133                    | Turcia                     | Asia/Europa     |
| 23    | Karachi                            | 15.292.000 | 1.044              | 14.651                    | Pakistan                   | Asia            |
| 24    | Kinshasa                           | 15.056.000 | 466                | 32.295                    | Republica Democrată Congo  | Africa          |
| 25    | Shenzhen                           | 14.678.000 | 1.803              | 8.143                     | China                      | Asia            |
| 26    | Johannesburg-Pretoria              | 14.167.000 | 4.040              | 3.506                     | Africa de Sud              | Africa          |
| 27    | Bengaluru                          | 13.999.000 | 1.204              | 11.624                    | India                      | Asia            |
| 28    | Ho Și Min (oraș)                   | 13.954.000 | 1.637              | 8.525                     | Vietnam                    | Asia            |
| 29    | Teheran                            | 13.819.000 | 1.704              | 8.109                     | Iran                       | Asia            |
| 30    | Rio de Janeiro                     | 12.486.000 | 2.020              | 6.181                     | Brazilia                   | America de Sud  |
| 31    | Chengdu                            | 11.920.000 | 1.829              | 6.519                     | China                      | Asia            |
| 32    | Chennai                            | 11.564.000 | 1.085              | 10.656                    | India                      | Asia            |
| 33    | Lahore                             | 11.148.000 | 852                | 13.083                    | Pakistan                   | Asia            |
| 34    | London                             | 11.120.000 | 1.738              | 6.399                     | Regatul Unit               | Europa          |
| 35    | Paris                              | 11.027.000 | 105.4              | 3.878                     | Franța                     | Europa          |
| 36    | Tianjin                            | 10.932.000 | 2.813              | 3.887                     | China                      | Asia            |
| 37    | Hyderabad                          | 9.840.000  | 1.274              | 7.722                     | India                      | Asia            |
| 38    | Wuhan                              | 9.729.000  | 1.722              | 5.649                     | China                      | Asia            |
| 39    | Nagoya                             | 9.522.000  | 3.704              | 2.571                     | Japonia                    | Asia            |
| 40    | Bogotá                             | 9.274.000  | 562                | 16.501                    | Columbia                   | America de Sud  |
| 41    | Taipei                             | 9.078.000  | 1.059              | 8.570                     | Taiwan                     | Asia            |
| 42    | Chicago                            | 9.013.000  | 7.006              | 1.286                     | Statele Unite ale Americii | America de Nord |
| 43    | Lima                               | 8.992.000  | 891                | 10.093                    | Peru                       | America de Sud  |
| 44    | Luanda                             | 8.883.000  | 1.005              | 8.840                     | Angola                     | Africa          |
| 45    | Kuala Lumpur                       | 8.639.000  | 2.163              | 3.995                     | Malaysia                   | Asia            |
| 46    | Chongqing                          | 8.261.000  | 1.536              | 5.379                     | China                      | Asia            |
| 47    | Dongguan                           | 8.142.000  | 1.759              | 4.630                     | China                      | Asia            |
| 48    | Pune                               | 7.948.000  | 650                | 12.226                    | India                      | Asia            |
| 49    | Nanjing                            | 7.729.000  | 1.614              | 4.790                     | China                      | Asia            |
| 50    | Ahmedabad                          | 7.717.000  | 360                | 21.436                    | India                      | Asia            |
| 51    | Washington-Baltimore               | 7.583.000  | 5.501              | 1.378                     | Statele Unite ale Americii | America de Nord |
| 52    | Zhengzhou                          | 7.479.000  | 1.790              | 4.179                     | China                      | Asia            |
| 53    | Dar es Salaam                      | 7.461.000  | 961                | 7.765                     | Tanzania                   | Africa          |
| 54    | Hong Kong                          | 7.398.000  | 290                | 25.503                    | Hong Kong, China           | Asia            |
| 55    | Hanoi                              | 7.375.000  | 963                | 7.355                     | Vietnam                    | Asia            |
| 56    | Boston-Providence, Rhode Island    | 7.340.000  | 9.539              | 769                       | Statele Unite ale Americii | America de Nord |
| 57    | Shenyang-Fushun                    | 7.208.000  | 1.515              | 4.757                     | China                      | Asia            |
| 58    | Xi’an                              | 7.090.000  | 1.093              | 6.487                     | China                      | Asia            |
| 59    | Santiago                           | 7.026.000  | 1.147              | 6.124                     | Chile                      | America de Sud  |
| 60    | Toronto                            | 6.985.000  | 2.300              | 3.037                     | Canada                     | America de Nord |
| 61    | Dallas-Fort Worth                  | 6.960.000  | 5.278              | 1.319                     | Statele Unite ale Americii | America de Nord |
| 62    | Bandung                            | 6.932.000  | 487                | 14.236                    | Indonezia                  | Asia            |
| 63    | Riad                               | 6.889.000  | 1.673              | 4.117                     | Arabia Saudită             | Asia            |
| 64    | Onitsha                            | 6.887.000  | 1.942              | 3.545                     | Nigeria                    | Africa          |
| 65    | Hangzhou                           | 6.713.000  | 1.445              | 4.645                     | China                      | Asia            |
| 66    | Quanzhou                           | 6.662.000  | 2.090              | 3.187                     | China                      | Asia            |
| 67    | Dubai                              | 6.595.000  | 1.507              | 4.375                     | Emiratele Arabe Unite      | Asia            |
| 68    | Houston                            | 6.529.000  | 4.931              | 1.324                     | Statele Unite ale Americii | America de Nord |
| 69    | Yangon                             | 6.497.000  | 603                | 10.766                    | Myanmar                    | Asia            |
| 70    | Surabaya                           | 6.494.000  | 912                | 7.123                     | Indonezia                  | Asia            |
| 71    | San Francisco-San José             | 6.481.000  | 2.872              | 2.256                     | Statele Unite ale Americii | America de Nord |
| 72    | Qingdao                            | 6.232.000  | 1.655              | 3.766                     | China                      | Asia            |
| 73    | Miami                              | 6.212.000  | 3.313              | 1.875                     | Statele Unite ale Americii | America de Nord |
| 74    | Ruhrgebiet (Essen-Düsseldorf)      | 6.136.000  | 2.683              | 2.287                     | Germania                   | Europa          |
| 75    | Bagdad                             | 6.107.000  | 694                | 8.798                     | Irak                       | Asia            |
| 76    | Khartum                            | 6.017.000  | 1.031              | 5.837                     | Sudan                      | Africa          |
| 77    | Madrid                             | 6.006.000  | 1.365              | 4.400                     | Spania                     | Europa          |
| 78    | Nairobi                            | 5.973.000  | 852                | 7.010                     | Kenya                      | Africa          |
| 79    | Singapore                          | 5.901.000  | 523                | 11.279                    | Singapore                  | Asia            |
| 80    | Caracas                            | 5.847.000  | 295                | 19.803                    | Venezuela                  | America de Sud  |
| 81    | Philadelphia                       | 5.697.000  | 5.429              | 1.049                     | Statele Unite ale Americii | America de Nord |
| 82    | Monterrey                          | 5.584.000  | 896                | 6.231                     | Mexic                      | America de Nord |
| 83    | Addis Abeba                        | 5.503.000  | 622                | 8.853                     | Etiopia                    | Africa          |
| 84    | Guadalajara                        | 5.437.000  | 811                | 6.707                     | Mexic                      | America de Nord |
| 85    | Atlanta                            | 5.434.000  | 7.400              | 734                       | Statele Unite ale Americii | America de Nord |
| 86    | Belo Horizonte                     | 5.271.000  | 1.287              | 4.095                     | Brazilia                   | America de Sud  |
| 87    | Sankt Petersburg                   | 5.207.000  | 1.373              | 3.793                     | Rusia                      | Europa          |
| 88    | Suzhou                             | 5.103.000  | 1.386              | 3.683                     | China                      | Asia            |
| 89    | Accra                              | 5.074.000  | 1.222              | 4.151                     | Ghana                      | Africa          |
| 90    | Kabul                              | 5.062.000  | 272                | 18.614                    | Afganistan                 | Asia            |

## Galerie
- Exemple

"Exemple
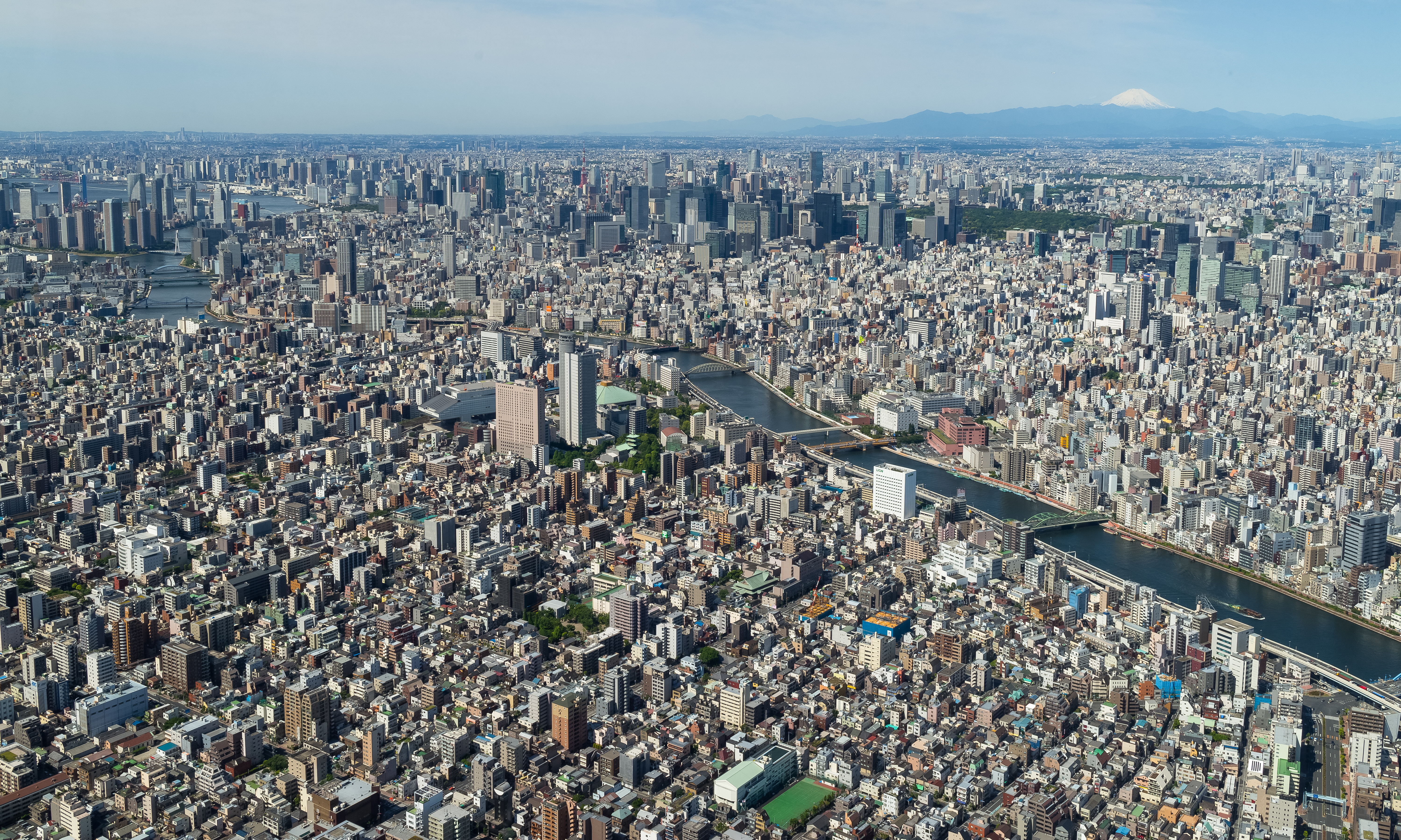
Tokio
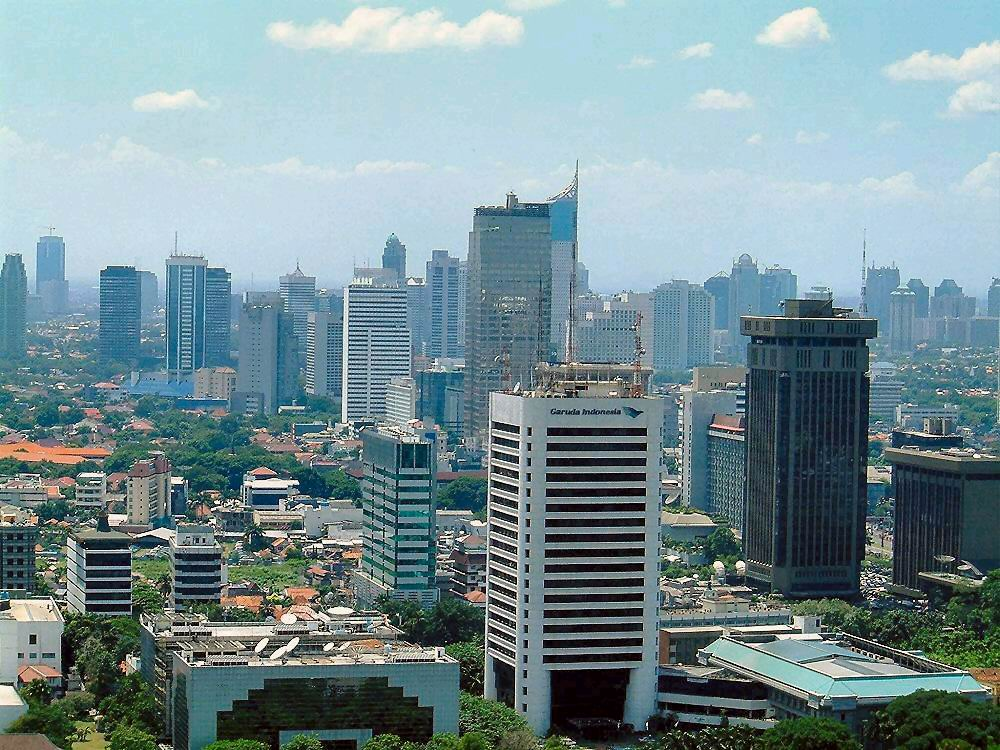
Jakarta
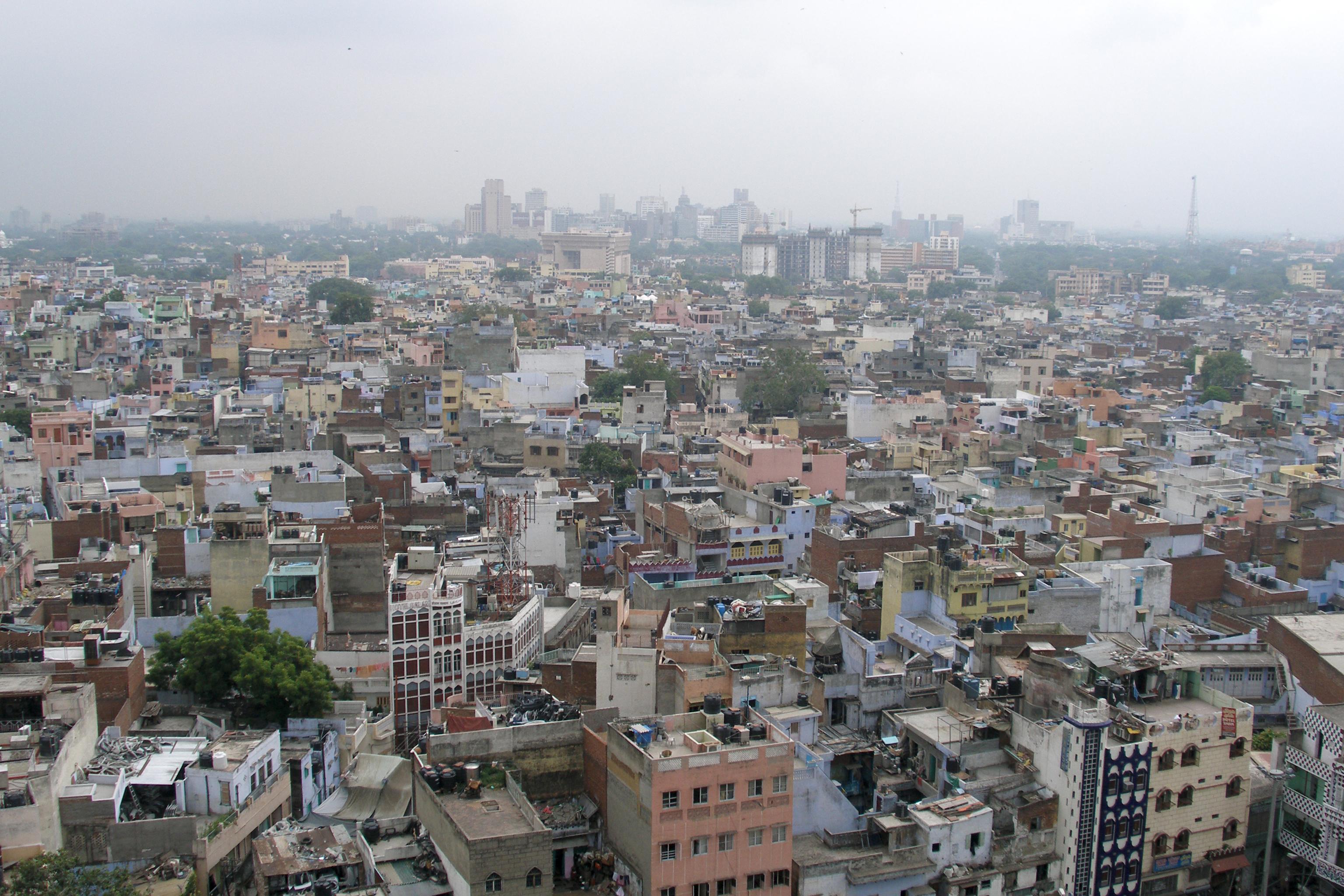
Delhi
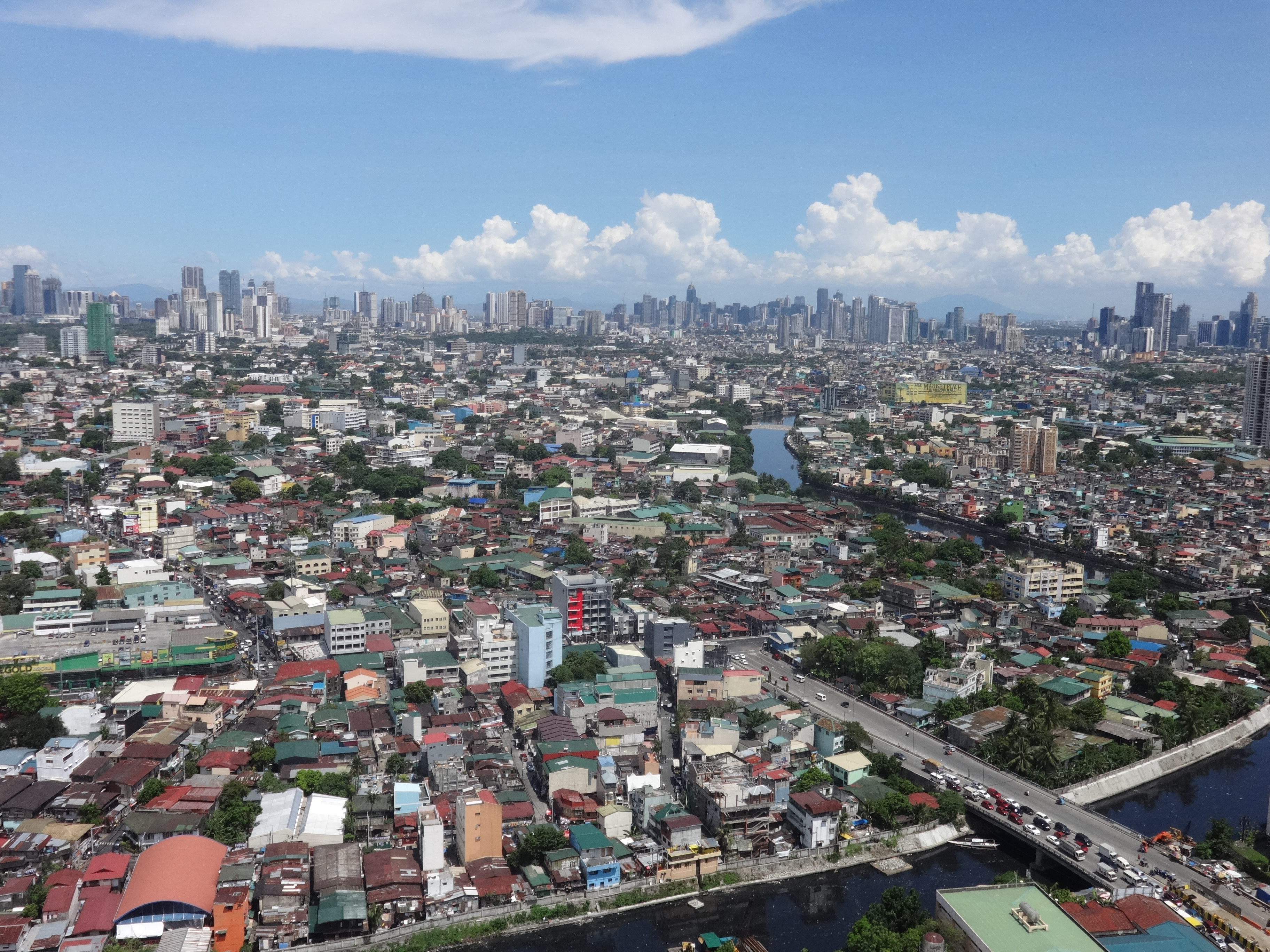
Manila
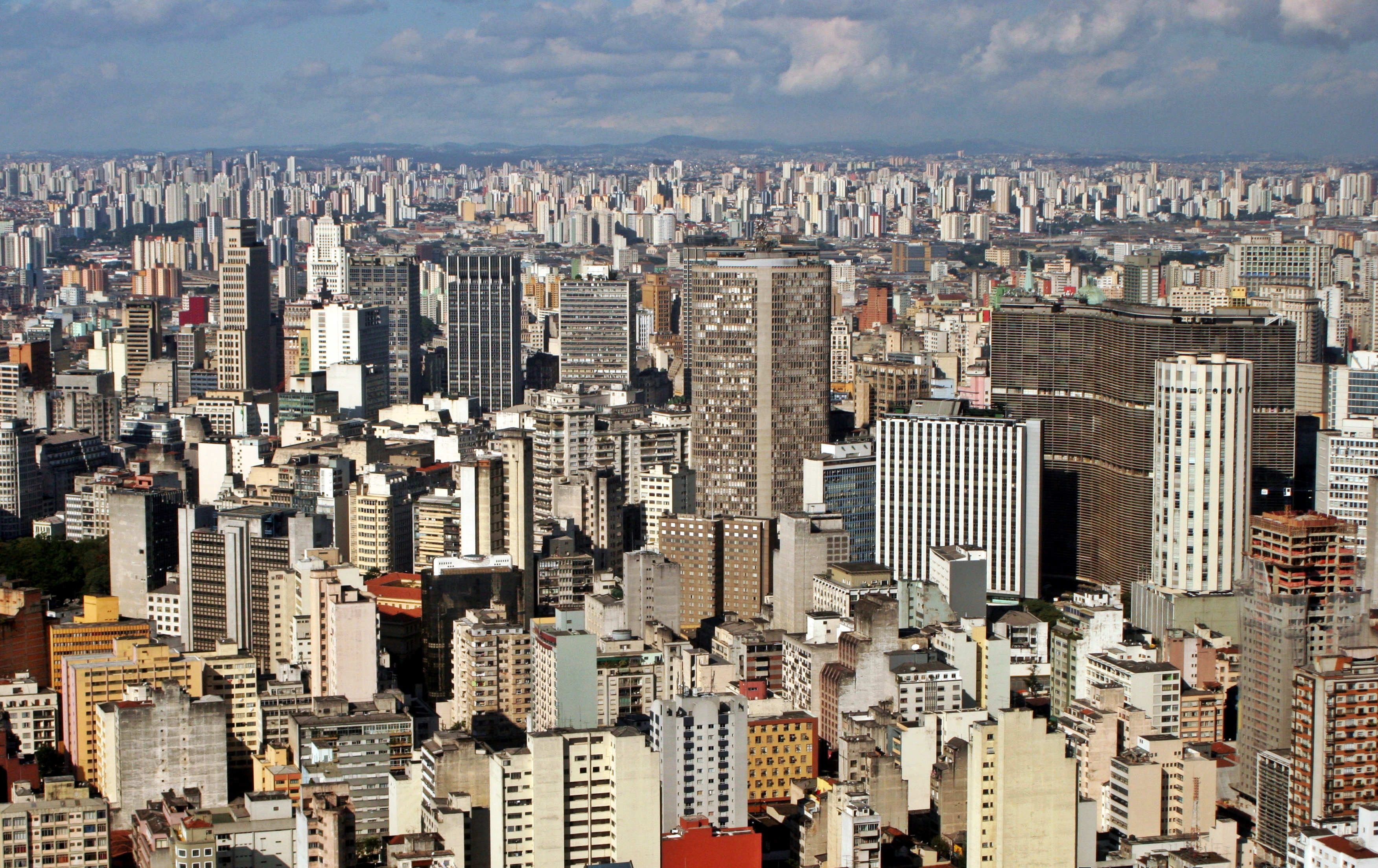
São Paulo
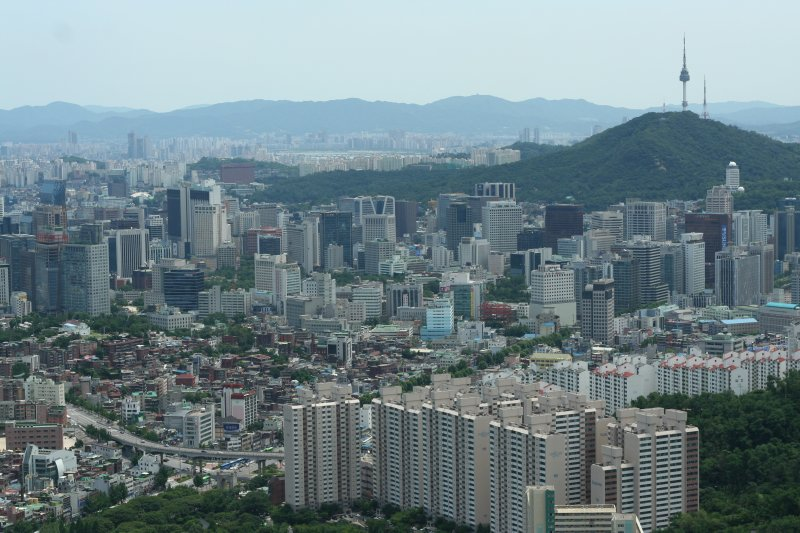
Seoul, Sudogwon
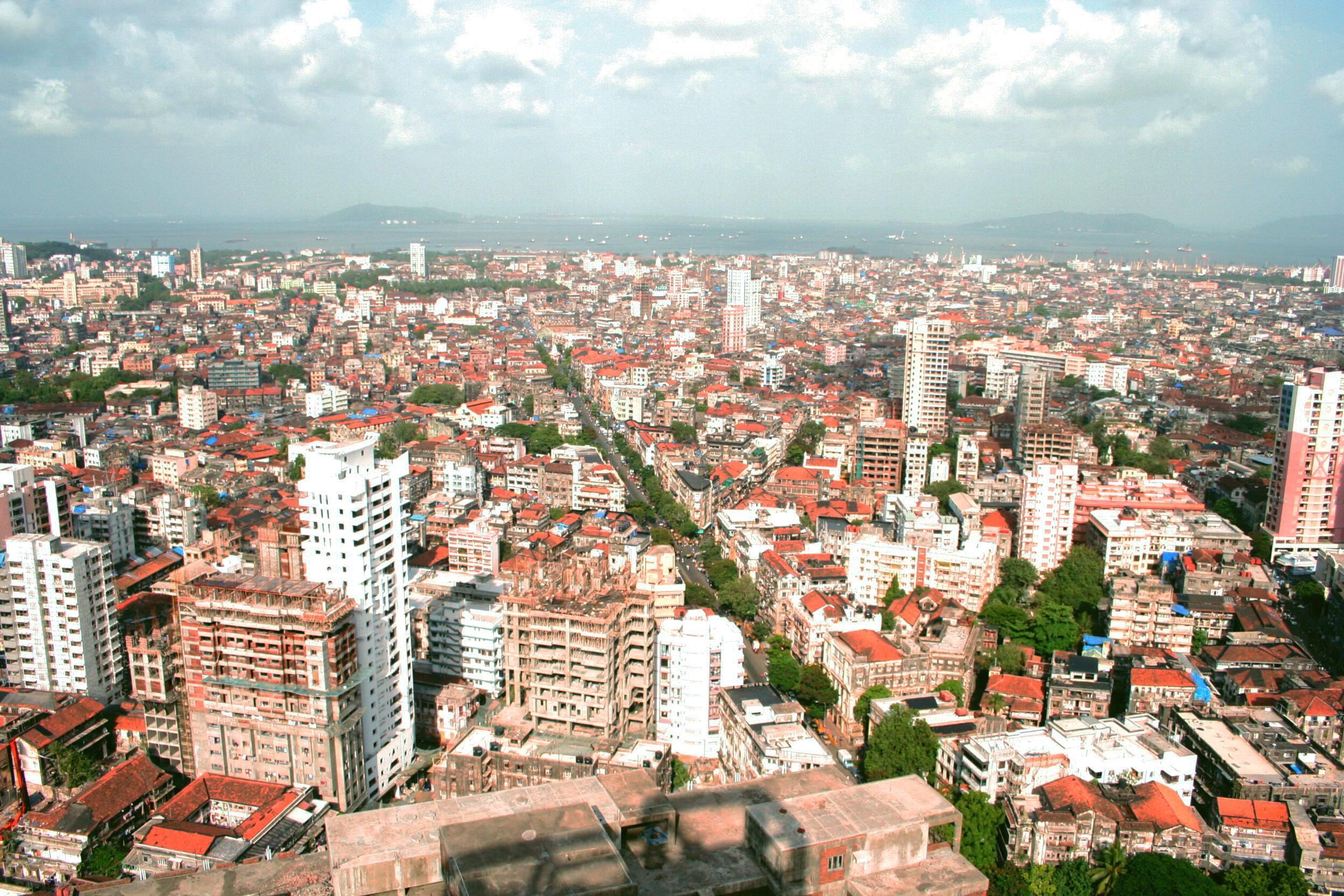
Mumbai
Shanghai
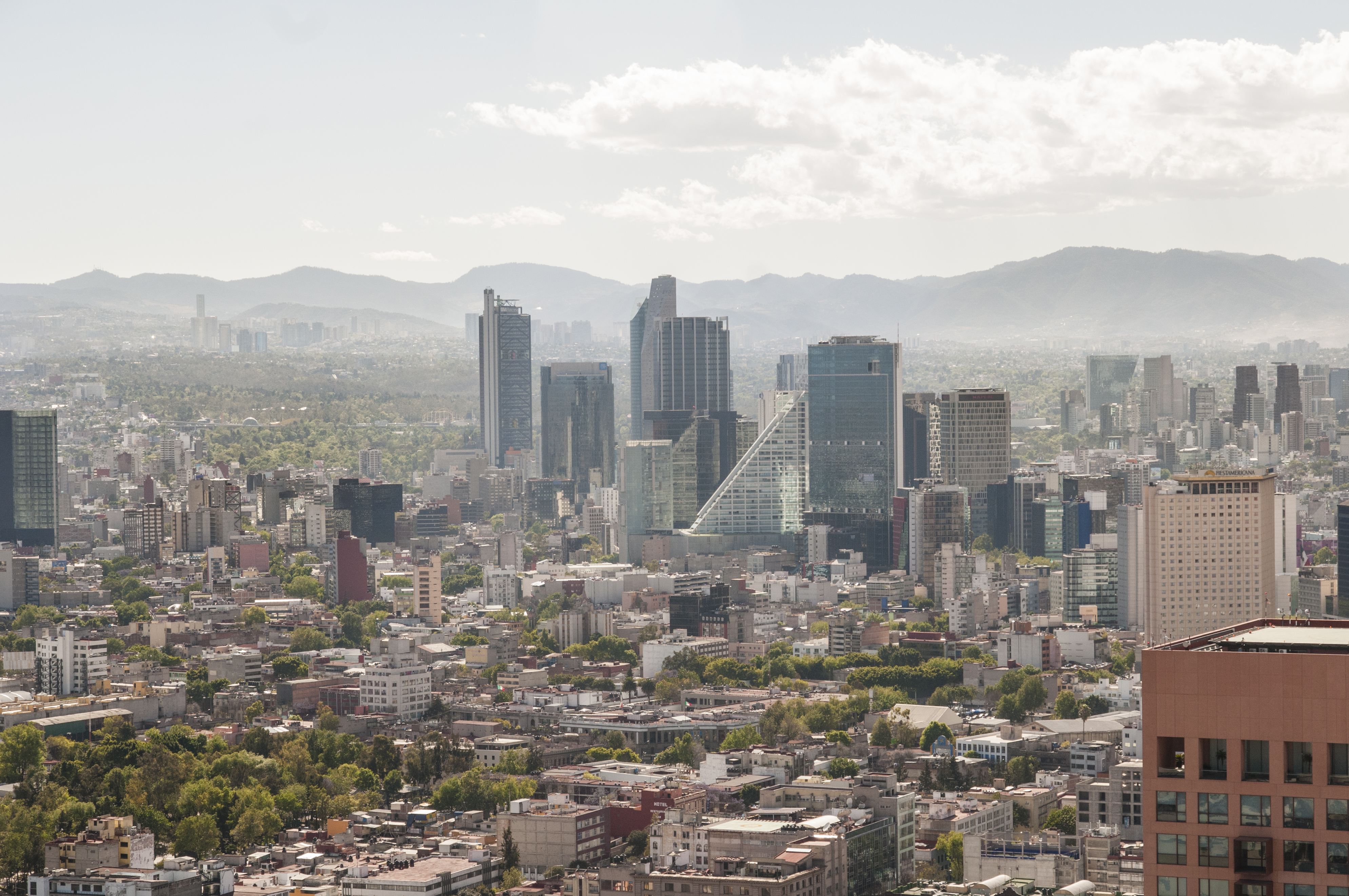
Mexico City
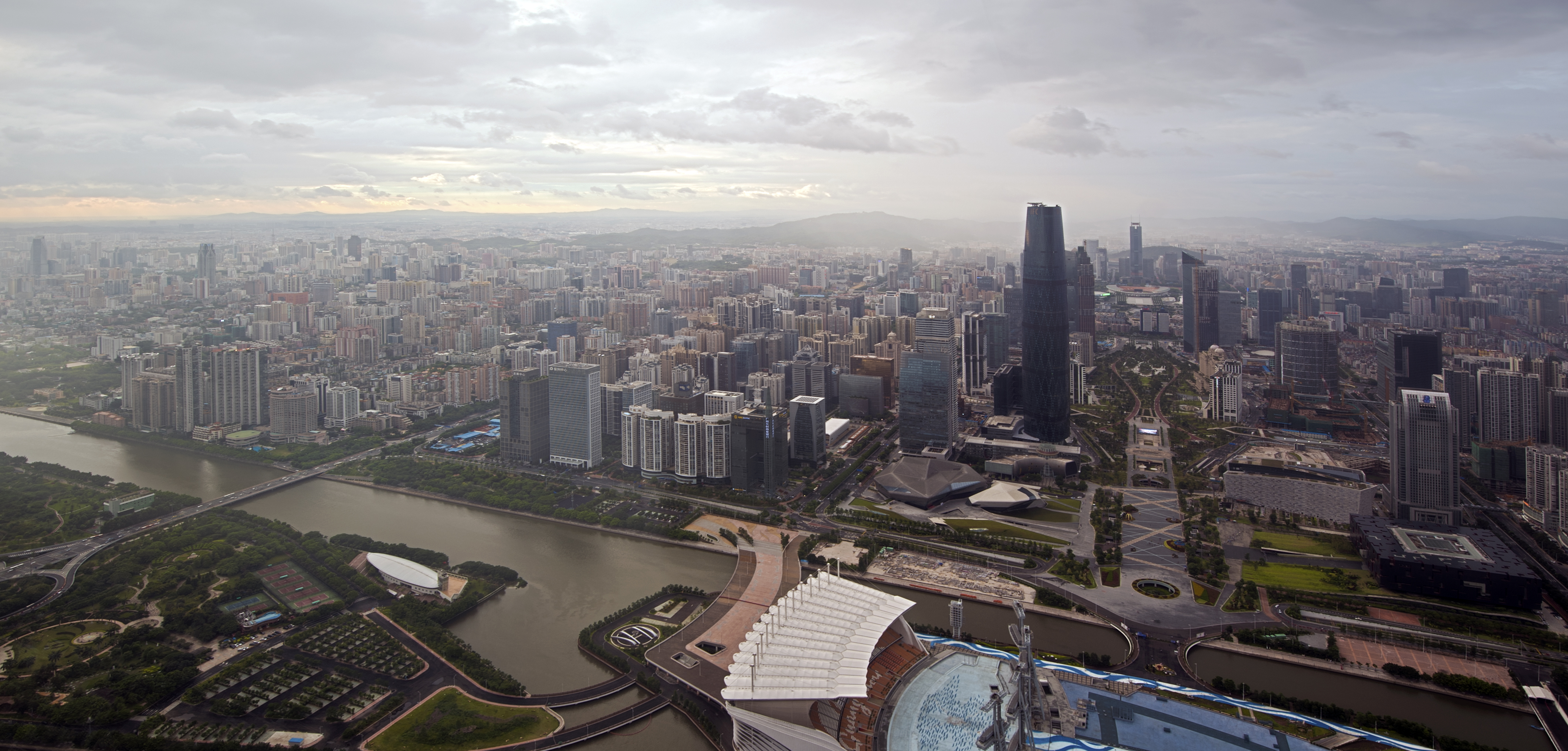
Guangzhou